# Robert Cedric Sheriff
Robert Cedric Sheriff, född 6 juni 1896 i Hampton Wick, Middlesex, England, död 13 november 1975 i Kingston upon Thames, var en engelsk författare.

## Biografi
Sherriff gick på Kingston Grammar School i Kingston upon Thames 1905-1913. Därefter arbetade han på ett försäkringskontor som kontorist och som skaderegleraren (1918-28) på Sun Insurance Company i London. 
Sherriff tjänstgjorde som en kapten i den 9:e bataljonen i East Surrey regementet under första världskriget, nämligen vid Vimy och Loos. Han sårades svårt på Passchendaele nära Ypres 1917 och tilldelades Military Cross under kriget.
Sherriff studerade vid New College från 1931 till 1934. Han var stipendiat där genom Royal Society of Literature och Society of Antiquaries i London.

## Författarskap
Sheriff debuterade som dramtiker med en pjäs för att hjälpa Kingston Rowing Club med att samla in pengar för att köpa en ny båt. Hans sjunde skådespel, Resans slut, som han skrev 1928 och publicerade 1929 (översatt 1929), baserades på hans erfarenheter under kriget. Det gavs en enda söndagsföreställning den 9 december 1928 av Incorporated Stage Society på Apollo Theatre, regisserad av James Whale och med 21-årige Laurence Olivier i huvudrollen. I publiken fanns Maurice Browne som senare satte upp den på Savoy Theatre, där den spelades under två år från 1929.
Sherriff skrev också prosa och hans egen romanversion av Resans slut publicerades 1929. Hans roman The Hopkins Manuscript (1939) är en H.G. Wells-influerad postapokalyptisk berättelse om en jord ödelagd av en kollision med månen. Dess nyktra språk och realistiska skildring av en vanlig man som kom till rätta med ett förstört England sägs ha haft inflytande på senare science fiction-författare som John Wyndham och Brian Aldiss. The Fortnight in September; en tidigare roman publicerad 1931, är en något mer trolig berättelse om en Bognor-semester för en lägre medelklassfamilj från Dulwich.

## Prisnomineringar
Sherriff nominerades tillsammans med Eric Maschwitz och Claudine West för en Oscar för manus till Adjö, Mr. Chips 1939. Hans filmmanus The Dam Busters och The Night My Number Came Up (1955) nominerades som bästa brittiska filmmanus till BAFTA-utmärkelser.